# Dinodon flavozonatum
Dinodon flavozonatum là một loài rắn trong họ Rắn nước. Loài này được Pope mô tả khoa học đầu tiên năm 1928.